# Acadia Forest
Die Acadia Forest war das weltweit erste LASH-Schiff.

## Geschichte
In den 1960er Jahren entwickelte der amerikanische Schiffbauingenieur Jerome L. Goldman das LASH-System und gründete zur Vermarktung des patentierten Systems die Lighter Aboard Ship Corporation. Hintergrund der Entwicklung waren die seinerzeit üblichen sehr langen Hafenliegezeiten, die mit der hohen Umschlagsleistung des LASH-Systems von über 1000 Tonnen pro Stunde verkürzt werden sollten. Die Eignergesellschaften Moslash Shipping Company und Mosvold Shipping Company aus Kristiansand bestellten 1968 die ersten beiden LASH-Schiffe Acadia Forest und Atlantic Forest bei Uraga Heavy Industries in Yokohama. Uraga schloss sich 1969 mit Sumitomo zusammen, so dass die beiden jeweils etwa zehn Millionen US-Dollar teuren Schiffe auf der Uraga-Werft der japanischen Sumitomo Shipbuilding & Machinery Company gebaut wurden. Die Ablieferungen fanden 1969 und 1970 statt. Die Schiffe verfügten über fünf Laderäume mit 14 Luken. Es konnten bis zu 83 standardisierte Leichter mit etwa 370 Tonnen Ladefähigkeit und zusätzlich bis zu 10.000 Tonnen Tankladung in Seiten- und Tieftanks befördert werden. Der Ladungsumschlag fand mit einem an Deck verfahrbaren Portalkran von 465 Tonnen Tragfähigkeit statt. Pro Stunde wurden etwa drei bis vier Leichter umgeschlagen.
Eingesetzt wurden Acadia Forest und Atlantic Forest in einer Langzeitcharter der Reederei Central Gulf Lines aus New Orleans auf der Route zwischen New Orleans und Rotterdam. Es wurden je Schiff drei Sätze LASH-Leichter eingesetzt, von denen jeweils ein Satz in New Orleans und Rotterdam zur Beladung lag, während der dritte Satz Leichter auf dem Schiff transportiert wurde. Nachdem ab September 1970 auch Bremerhaven angelaufen wurde, baute Central Gulf Lines Mitte der 1970er Jahre seine LASH-Dienste mit weiteren Schiffen des MARAD Design C9-S-81d aus, woraufhin Acadia Forest und Atlantic Forest auch auf weiteren Diensten vom US-Golf zum Roten Meer und nach Fernost betrieben wurden.
1977 wurden die Schiffe auf die Gesellschaften Special Carriers Incorporated und Lash Carrier Incorporated in Monrovia übertragen und unter Liberiaflagge weiterbetrieben. Beide Schiffe wurden in den folgenden Jahren mehrfach innerhalb Liberias weitergegeben. 1992 übernahm die US-amerikanische Reederei Waterman Steamship Corporation die Atlantic Forest für den Dienst im Military Sealift Command, wo sie als Jeb Stuart (AK-9204) eingesetzt wurde. Am 12. Oktober 1999 traf die Acadia Forest zum Abbruch in Alang ein, knapp zwei Jahre darauf, am 7. Juli 2001 kam schließlich auch die Jeb Stuart zur Verschrottung in Alang an.